# طيران بنما
طيران بنما هي شركة طيران محلية و يقع مقرها في مطار ألبروك الدولي في بنما ، و تعد ثاني أكبر شركة طيران في البلاد بعد خطوط كوبا الجوية ، و تقدم الشركة الخدمة ل24 وجهة .

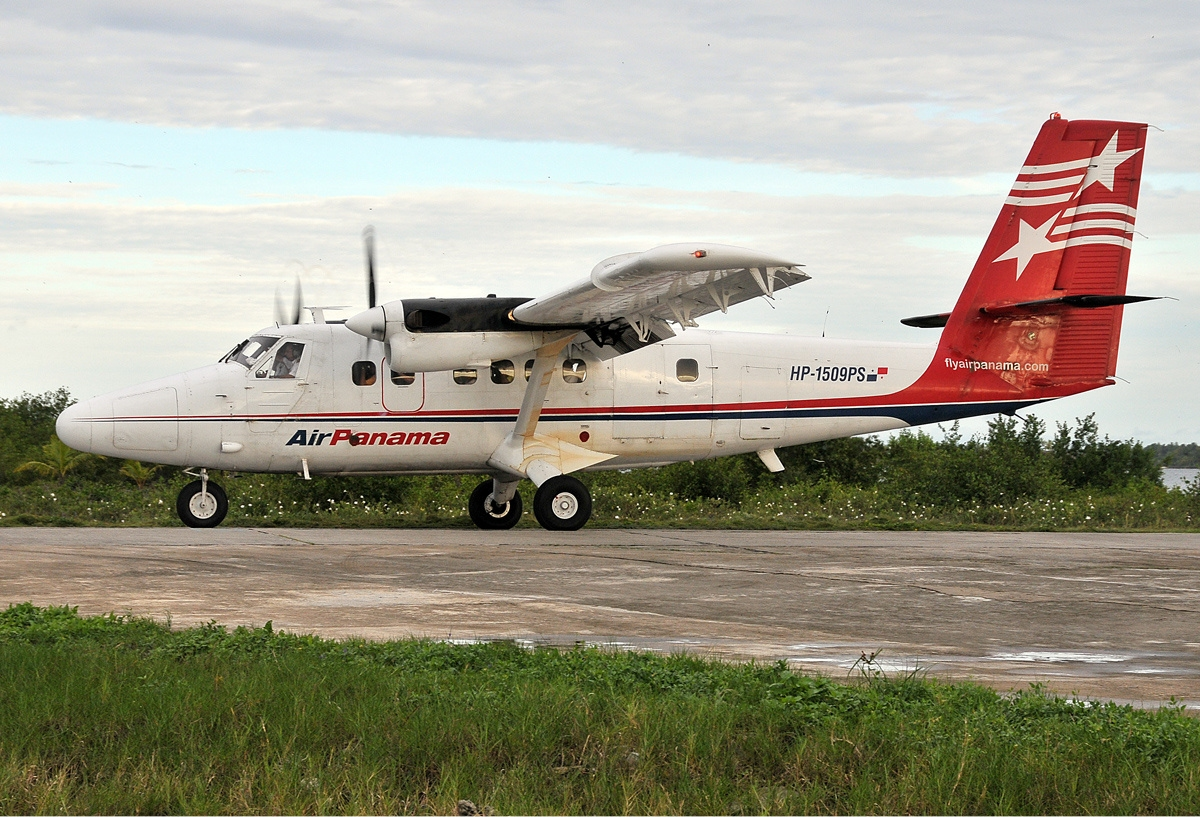
طيران بنما توين أوتر